# Pikenierhandschuh
Die  Pikenierhandschuhe auch Ellbogen-Panzerhandschuhe sind Schutzwaffen aus dem Perserreich. Ein indisches Pendant ist als Bazu Band bekannt.

## Beschreibung
Die Pikenierhandschuhe bestehen in der Regel aus Stahl und einer Kettenrüstung. Im Gegensatz zu den üblichen Panzerhandschuhen sind sie wesentlich länger gestaltet und schützen den Arm bis über den Ellbogen. Der Handbereich ist wie bei anderen Panzerhandschuhen gearbeitet, die Gelenke am Handgelenk sind vorgesehen, um eine bessere Beweglichkeit zu bieten. Der über den Unterarm laufende Panzer ist meist zweiteilig, er kann über dem Arm geschlossen und dann verriegelt werden. Bei anderen Versionen wie dem Perso-Indischen Bazu Band (siehe Bild Infobox) ist die Schiene auf der Unterarm-Innenseite kürzer als die auf der Oberseite. Der Handschuh besteht nicht aus einem Plattenpanzer, sondern aus einer Kettenrüstung. Diese Handschuhe, sowie die Innenseite der Armschienen sind oft mit einem dicken Brokatstoff gepolstert, das Verriegeln erfolgt mit Lederriemen. Die europäischen Versionen werden oft von Pikenieren getragen, daher auch der Name Pikenierhandschuh.